# 중국 여자 핸드볼 국가대표팀
중국 여자 핸드볼 국가대표팀(중국어: 中国国家女子手球队)은 중화인민공화국을 대표하여 국제 경기에 참가하는 여자 핸드볼 국가대표팀이며, 중국 핸드볼 협회가 운영하고 있다.

## 대회 결과

### 올림픽
- 1984: 동메달

## 역대 감독
- 왕신둥(2010-2013)
- 양차오(2015)
- 예스페르 홀름리스(2017)
- 하이네 옌센(2019-2020)
- 김갑수(2020-2021)
- 나탈리야 데레파스코(2021-2023)